# Дисеребродиспрозий
Дисеребродиспрозий — бинарное неорганическое соединение, интерметаллид
диспрозия и серебра
с формулой Ag2Dy,
кристаллы.

## Получение
- Сплавление стехиометрических количеств чистых веществ:

{\displaystyle {\mathsf {Dy+2Ag\ {\xrightarrow {970^{o}C}}\ Ag_{2}Dy}}}

## Физические свойства
Дисеребродиспрозий образует кристаллы
тетрагональной сингонии, пространственная группа I 4/mmm, параметры ячейки a = 0,3694 нм, c = 0,9213 нм, Z = 2,
структура типа дисилицида молибдена MoSi2
.
Соединение конгруэнтно плавится при температуре 970 °C
и имеет область гомогенности 32,5÷34,5 ат.% диспрозия.